# Pagode des Parfums
La Pagode des Parfums (vietnamien: Chùa Hương, chinois: 香寺) est un vaste complexe de temples et sanctuaires bouddhistes construits dans les montagnes calcaires de Huong Tich. C'est le site d'une fête religieuse qui attire un grand nombre de pèlerins de tout le Vietnam. Le centre du temple de Huong se trouve dans la commune de Huong Son, district de Mỹ Đức, ancienne province de Hà Tây (aujourd'hui Hanoi). Le centre de ce complexe est le temple du parfum, également connu sous le nom de Chua Trong (temple intérieur), situé dans la grotte de Huong Tich.
La principale saison de pèlerinage à Chua Huong est pendant le festival de la pagode Huong, lorsque des centaines de milliers de pèlerins se dirigent vers la grotte de Huong Tich et les autres temples.

## Contexte historique
On pense que le premier temple était une petite structure sur le site actuel de Thien Tru qui existait sous le règne de Lê Thánh Tông au XVe siècle. La légende prétend que le site a été découvert il y a plus de 2000 ans par un moine méditant dans la région, qui a nommé le site d'après une montagne tibétaine où Buddha pratiquait l'ascétisme. Une stèle du temple actuel date de la construction d'une terrasse, de marches en pierre et d'un sanctuaire Kim Dung jusqu'en 1686, pendant le règne de Le Hy Tong, à peu près au même moment que Chua Trong était en construction. Au fil des ans, certaines structures ont été endommagées et remplacées. Les statues originales du Seigneur Bouddha et de Quan Am ont été coulées en bronze en 1767 et remplacées par les statues actuelles en 1793,,. Plus récemment, des dégâts ont été causés lors des guerres françaises et américaines. La porte et le clocher de la pagode Thien Tru ont été détruits, le clocher reconstruit en 1986 et la porte terminée en 1994,.

## Disposition physique

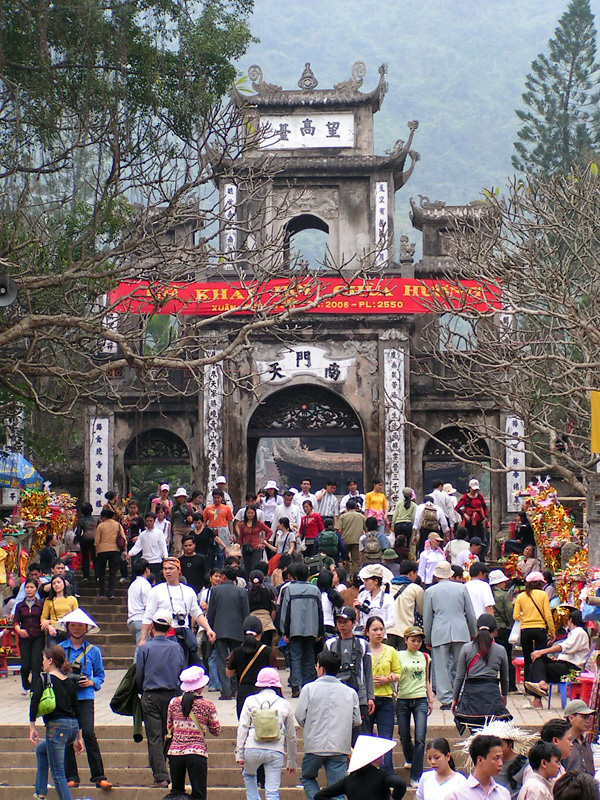
Aux portes de la pagode Thien Tru

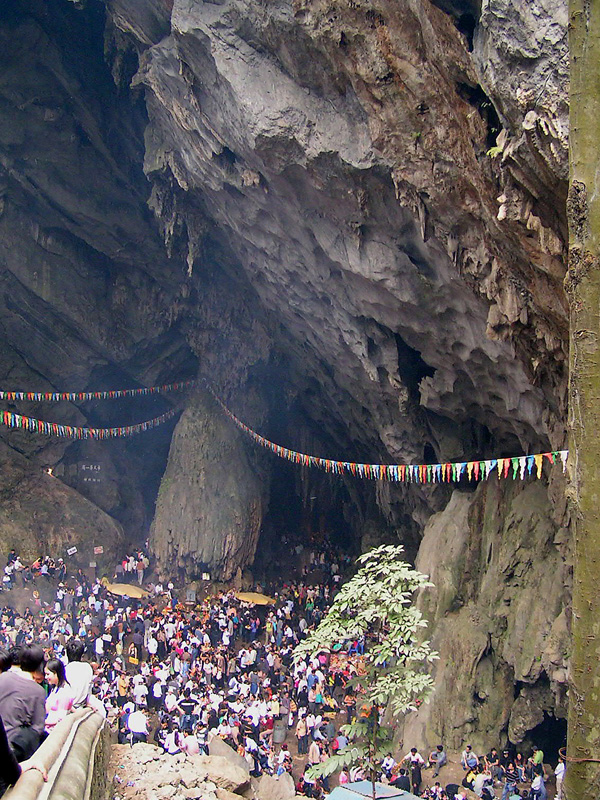
Grotte de Huong Tich.

Les nombreuses pagodes qui composent Chua Huong sont réparties entre les collines calcaires et les forêts tropicales de la région de la montagne Huong.

## Temple de Trinh
En approchant du fleuve Day, on rencontrera d'abord Den Trinh (sanctuaire de présentation), également connu sous le nom de Den Quan Lon (sanctuaire du mandarin de haut rang), construit pour adorer l'un des généraux d'un roi Hung,,. Ce grand sanctuaire a une porte avec deux statues d'éléphants agenouillés de chaque côté.

### Pagode Thien Tru
Au-delà de Den Trinh se trouve la pagode Thien Tru (cuisine céleste), également connue sous le nom de Chua Ngoai (pagode extérieure). Ici, on trouvera Vien Cong Bao Stupa, une structure en briques où est enterré le maître Ch'an Vien Quang, qui a dirigé la reconstruction de la pagode. Le stupa de Thien Thuy, une structure naturelle qui est le résultat de l'érosion d'une colline rocheuse, est également à proximité. Thien Tru abrite également un clocher et la salle de la Trois Refuges, restaurée pour la dernière fois dans les années 1980. À l'intérieur de la pagode, il y a une grande statue de Quan Am Nam Hai.

### Pagode Giai Oan
Sur la route de Thien Tru à la grotte de Huong Tich se trouve le temple Giai Oan, également appelé pagode Justifier l'injustice (Giai Oan). Ici, il y a un étang appelé Thien Nhien Thanh Tri (étang bleu naturel), également appelé puits Long Tuyen et le ruisseau Giai Oan, avec ses 9 sources.

### Grotte de Huong Tich
Le centre du complexe de Chua Huong, la grotte de Huong Tich, abrite Chua Trong (temple intérieur). La bouche de la grotte a l'apparence d'une bouche de dragon ouverte avec des personnages Chu Nho gravés dans un mur à l'embouchure de la grotte. Les personnages (Nam thien de nhat dong) sont traduits comme « la grotte la plus importante sous les cieux du Sud » et la sculpture est datée de 1770. Les mots sont attribués par certains au souverain de l'époque, Thinh Do Vuong Trinh Sam,. À l'intérieur de la grotte, il y a de nombreuses statues. Il y a une grande statue du Seigneur Bouddha, ainsi que celle de Quan Am, toutes deux en pierre verte. « La jambe gauche de Quan Am est allongée et le pied repose sur une fleur de lotus, sa jambe droite est pliée et est soutenue par une fleur de lotus aux feuilles souples ; une main tient une perle ». Il y a aussi des statues d'Arhats et diverses autres figures. Parmi les caractéristiques naturelles de la grotte, il y a de nombreuses stalactites et stalagmites, dont certaines sont lisses après des années de frottement par les visiteurs de la grotte,.

D'autres sites inclus dans le complexe de Chua Huong sont la pagode Thien Son, la grotte Thuyet Kinh, le temple Phat Tich et le temple Vong.

## Galerie

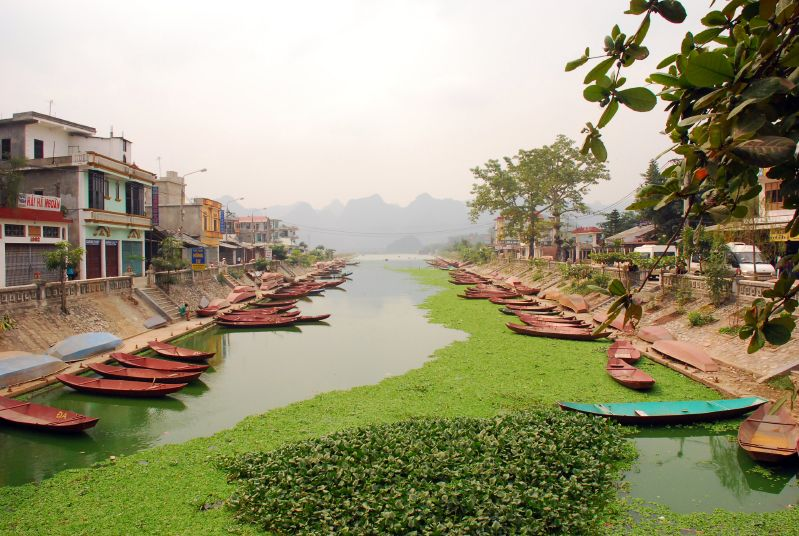
Le quai d'Đục, point de départ des bateaux de pèlerins
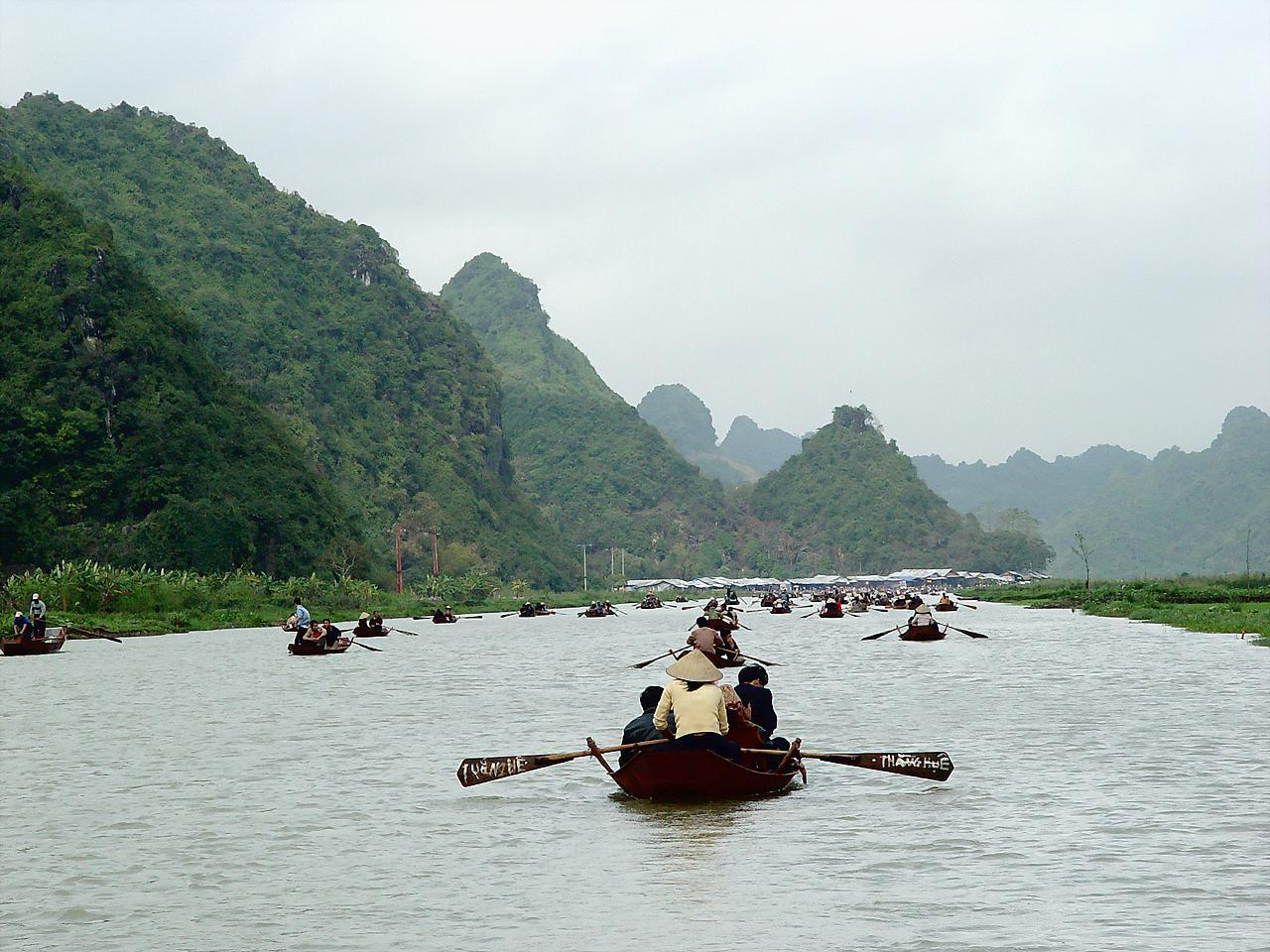
Bateaux de pèlerins sur la rivière Yen
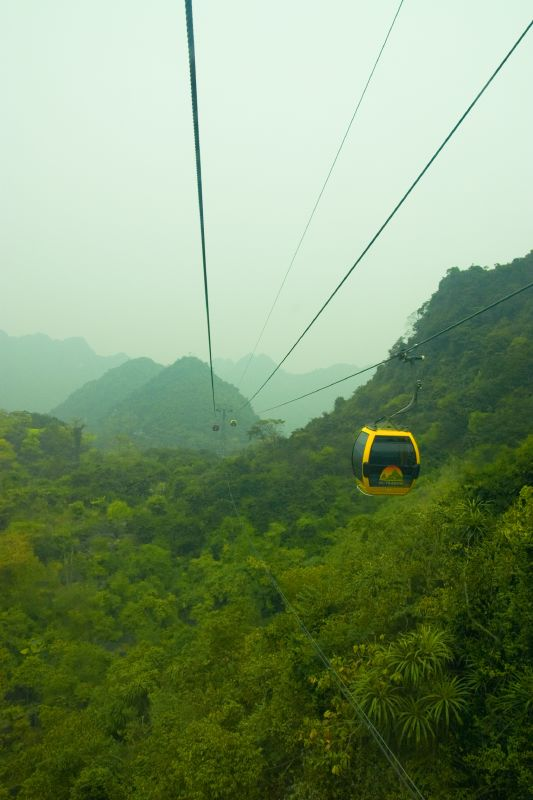
Funiculaire de la Pagode des Parfums
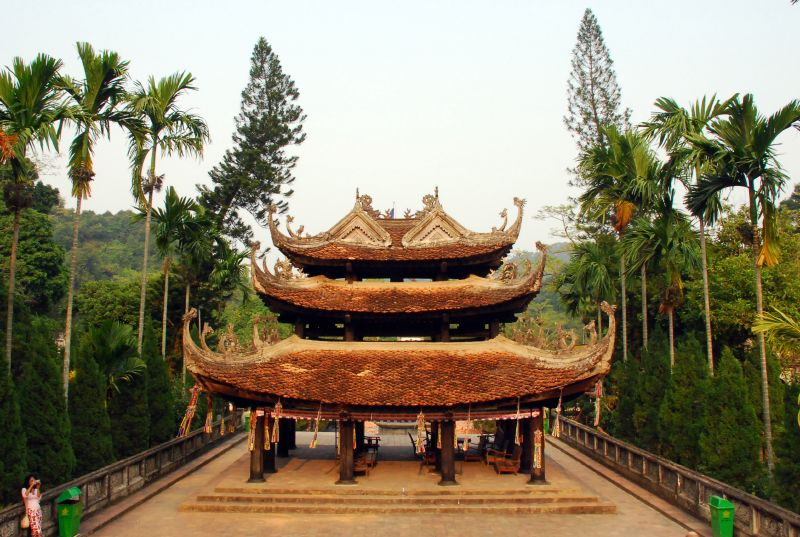
Clocher de la pagode Thien Tru
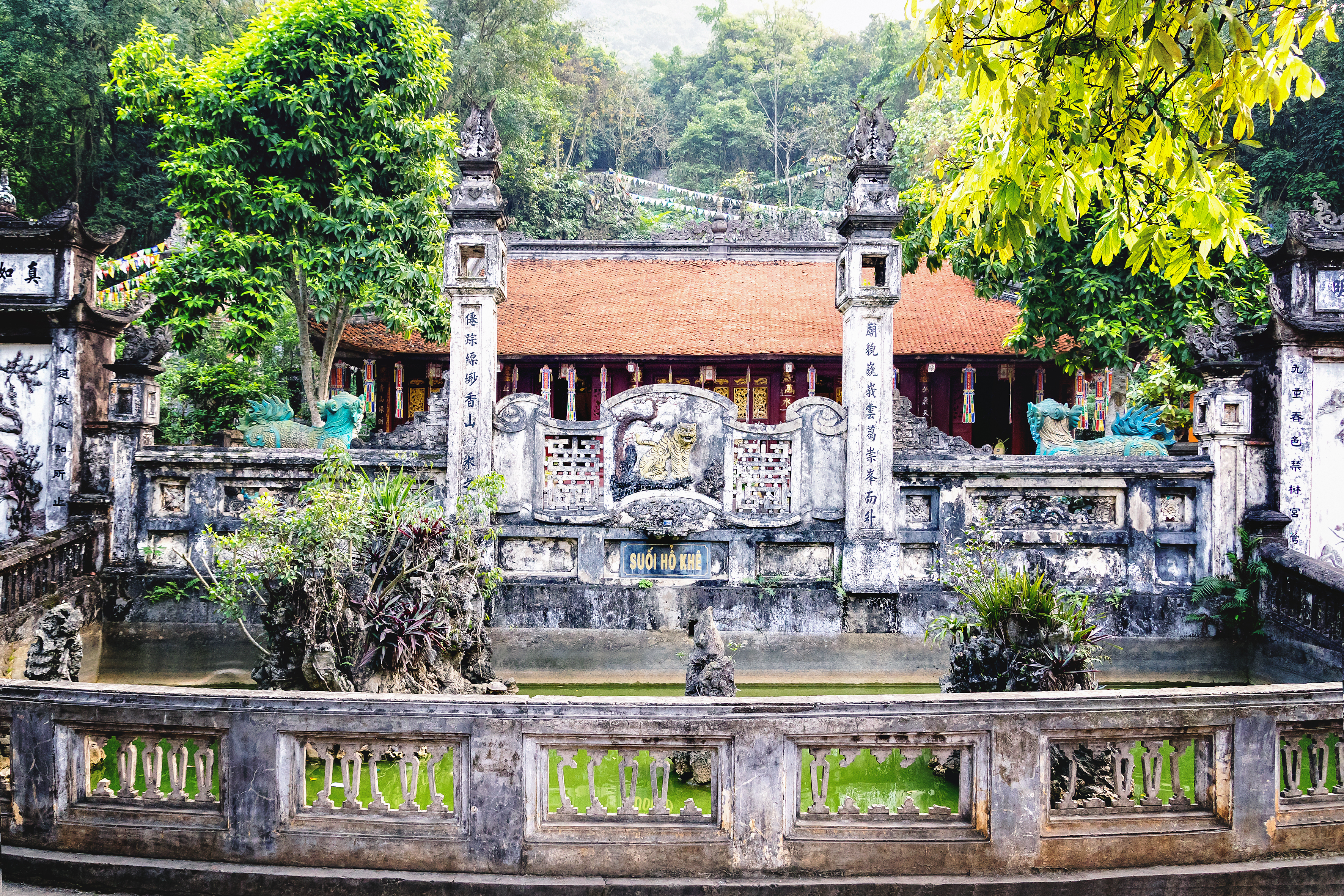
Un monastère bouddhiste près du ruisseau Hổ Khê
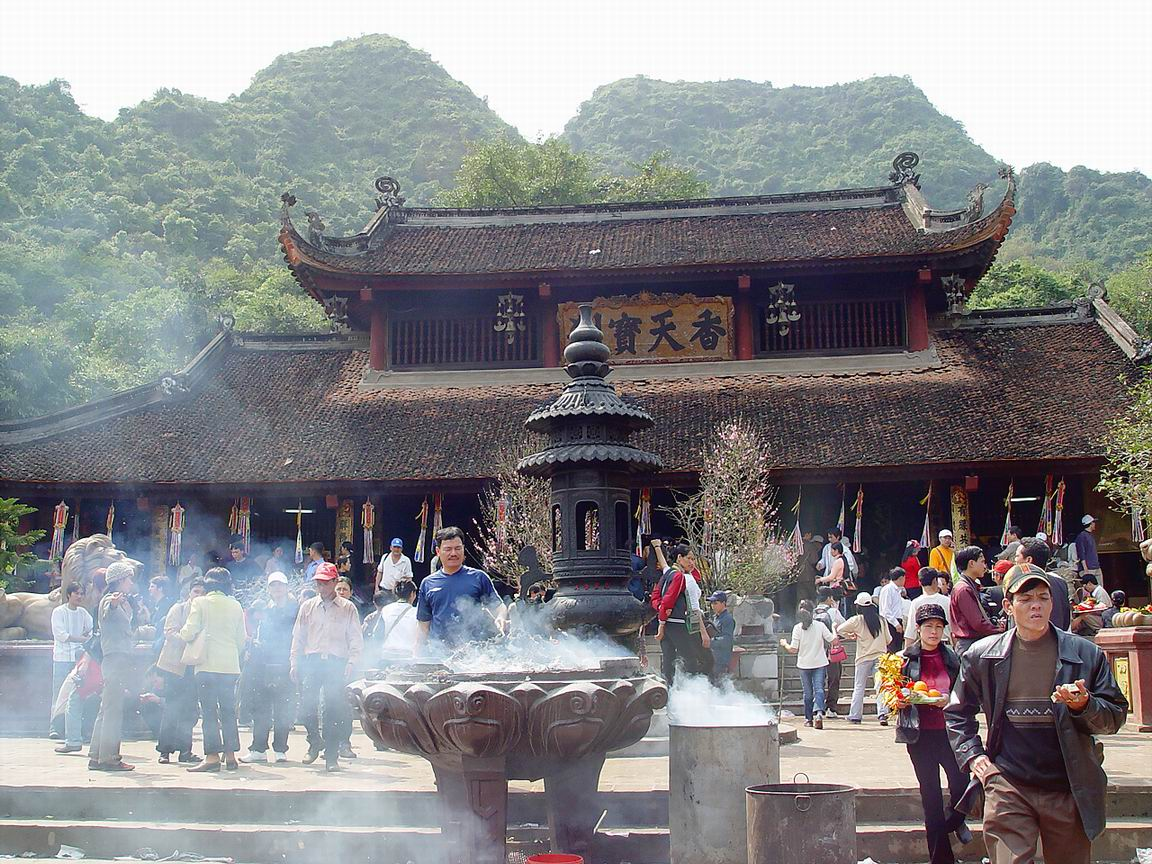
Temple Thiên Trù lors d'une fête bouddhiste